# The Quest (Album)
The Quest ist ein Jazzalbum von Sam Rivers. Die am 12. und 13. März 1976 in Mailand entstandenen Aufnahmen erschienen 1976 auf Red Records.

## Hintergrund
Mitte der 1970er-Jahre stand der Multiinstrumentalist Sam Rivers an der Spitze der aufstrebenden Jazzszene, leitete mit seiner Frau das Jazz-Loft Studio Rivbea und nahm auch mit großen und kleinen Ensembles für in- und ausländische Labels auf. Diese Aufnahme entstand mit seinem damaligen Stammtrio, das der Bassist Dave Holland und der Schlagzeuger Barry Altschul bildeten. In jedem der vier hier aufgenommenen Stücke ist eines von Rivers Instrumenten zu hören, der bei „Expectation“ sein wirbelndes, nasales Sopransaxophon spielt, bevor es bei „Vision“ zur weiten, von der Flöte geleiteten Improvisation übergeht. Bei „Judgement“ wechselte Rivers zum Piano, schließlich vervollständigt er mit dem Tenorsaxophon die Suite mit „Hope“, notierte Tim Tiland.

## Titelliste
- Sam Rivers: The Quest  (Red Records VPA 106)[2]

1. Expectation 6:33
2. Vision 12:19
3. Judgement 10:11
4. Hope 6:55

Die Kompositionen stammen von Sam Rivere.

## Rezeption
Nach Ansicht von Tim Tiland, der das Album in All About Jazz rezensierte, spielte dieses Trio schon seit geraumer Zeit zusammen, und das zeige sich besonders darin, dass sich die Gruppe wie von Geisterhand drehe und eine Studioversion ihrer kontinuierlichen Live-Auftritte aus dieser Zeit präsentierte. Dies sei eine sehr spannende Aufnahme, die auch denjenigen, die es vielleicht schon vergessen haben, zeige, was für ein kraftvoller Improvisator Sam Rivers war.
Allmusic verlieh dem Album in vier Sterne. Kevin Le Gendre wies in seiner Besprechung in Jazzwise auf die starke Chemie hin, die diesem besonderen Projekt zugrunde lag: „Rivers, Holland und Altschul erfüllten das Ideal der spontanen Komposition insofern, als sich die Musik frei in eine Reihe verschiedener Richtungen bewegt, während sie gleichzeitig ein Gefühl für die Form behält, weil die Spieler so eng miteinander verbunden sind in der Art und Weise, wie sie jede Drehung und Wendung verhandeln, aufeinander reagieren, sich aber auch gegenseitig antreiben.“